# Condrócito
Em biologia, condrócitos são células presentes no tecido cartilaginoso. Este é composto por uma matriz extracelular e por células denominadas condrócitos e condroblastos. Os condroblastos são as células precursoras dos condrócitos.
Como o próprio nome já diz, são as células (citos) da cartilagem (condros). Estão isolados em pequenas cavidades no tecido, denominadas lacunas. No entanto, essas lacunas podem estar extremamente próximas, separadas por apenas uma fina porção da matriz. Esses arranjos de lacunas são denominados grupos isogênicos ou condroplastos, caracterizando assim o tecido cartilaginoso.
Ao microscópio óptico, os condrócitos parecem arredondados, com um citoplasma basófilo por ser constituído por uma grande quantidade de Retículo endoplasmático.
Os condrócitos participam do crescimento diagonal da cartilagem, onde divisões mitóticas das células e excreção de mais matriz entre as células filhas permitem a expansão da cartilagem.